# Liste der Romantiker
Alphabetisch nach Herkunftsländern/Regionen geordnete Liste von Künstlern, die der Romantik zugerechnet werden.

## Brasilien

## Dänemark

## Deutschland

### Musik
- Felix Mendelssohn Bartholdy
- Johannes Brahms
- Gustav Mahler
- Anton Bruckner
- Hans Pfitzner
- Robert Schumann
- Louis Spohr
- Richard Strauss
- Richard Wagner
- Robert Volkmann
- Carl Maria von Weber
- Clara Schumann

### Bildende Kunst
- Carl Gustav Carus
- Caspar David Friedrich
- Ludwig Richter
- Johann Martin von Rohden
- Philipp Otto Runge

### Philosophie
- Johann Gottlieb Fichte
- Friedrich Wilhelm Joseph Schelling
- Friedrich Schleiermacher
- Gotthilf Heinrich von Schubert

### Sonstige
- Adam Heinrich Müller
- Friedrich Carl von Savigny
- Franz Theremin

## England

### Bildende Kunst
- William Blake
- John Constable
- Samuel Palmer
- J. M. W. Turner
- John William Waterhouse
- Joseph Wright of Derby

### Philosophie
- Samuel Taylor Coleridge

### Musik
- Edward Elgar

## Estland

### Musik
- Villem Kapp
- Artur Lemba
- Mihkel Lüdig

### Bildende Kunst
- Johann Köler

## Finnland

### Musik
- Jean Sibelius

## Frankreich

### Musik
- Charles Valentin Alkan
- Hector Berlioz
- Georges Bizet
- Nicolas Bochsa

### Bildende Kunst
- Joseph Ferdinand Boissard de Boisdenier
- Louis Boulanger
- Eugène Delacroix
- Théodore Géricault

### Sonstige
- Eugène Viollet-le-Duc

## Irland

## Italien

### Musik
- Niccolò Paganini
- Giuseppe Verdi

### Philosophie
- Ugo Foscolo
- Giacomo Leopardi
- Giuseppe Mazzini
- Giovanni Prati

## Niederlande

## Nordamerika

### Musik
- Louis Moreau Gottschalk
- Edward MacDowell

### Bildende Kunst
- Albert Bierstadt

## Norwegen

### Musik
- Edvard Grieg

### Bildende Kunst
- Johan Christian Dahl
- Hans Gude
- Adolph Tidemand

## Österreich

### Musik
- Anton Bruckner
- Johann Nepomuk Hummel
- Franz Liszt
- Gustav Mahler
- Franz Schubert
- Hugo Wolf

## Polen

### Musik
- Frédéric Chopin
- Stanisław Moniuszko
- Henryk Wieniawski
- Leopold Godowsky

### Bildende Kunst
- Piotr Michałowski

## Portugal

### Bildende Kunst
- Francisco Augusto Metrass

## Rumänien

## Russland

### Musik
- Anton Arenski
- Mili Balakirew
- Alexander Borodin
- Sergei Bortkiewicz
- Georgi Catoire
- César Cui
- Michail Glinka
- Sergei Ljapunow
- Nikolai Medtner
- Modest Mussorgski
- Sergei Rachmaninow
- Nikolai Rimski-Korsakow
- Pjotr Tschaikowski
- Nikolay Medtner

### Bildende Kunst
- Karl Brjullow
- Orest Kiprenski
- Wassili Tropinin

## Schottland

## Schweden

## Spanien

### Bildende Kunst
- Francisco de Goya

## Tschechoslowakei

### Musik
- Antonín Dvořák
- Bedřich Smetana

## Ungarn

### Musik
- Franz Liszt